# 16938 Nalanimiller
A 16938 Nalanimiller (ideiglenes jelöléssel (16938) 1998 FN121) a Naprendszer kisbolygóövében található aszteroida. A LINEAR projekt keretében fedezték fel 1998. március 20-án.